# Tazerka
Tazerka o Tazarka (àrab: تازركة, Tāzarka) és un poble de Tunísia a la regió del cap Bon, situat 66 km al sud-est de Tunis. El perímetre municipal s'estén per una superfície de 1.985, amb una població de 9.388 habitants el 2014.

## Economia
Les seves principals activitats econòmiques són l'agricultura (taronges, maduixots, tomàquets, pebrots, etc.) i la indústria a El Mazra (cuir, tèxtil, etc.). Tazarka també és coneguda per l'assidat zgougou i les seves figues.

## Administració
Forma una municipalitat o baladiyya, amb codi geogràfic 15 17 (ISO 3166-2:TN-12). La municipalitat fou creada per decret el 2 d'abril de 1966.
Al mateix temps, constitueix un sector o imada (codi geogràfic 15 54 56) de la delegació o mutamadiyya de Korba (15 54).

## Agermanaments
- Frameries, Bèlgica (1985)